# Early Edition
Early Edition, titulada como Edición anterior  en  España y como El diario del destino en  Hispanoamérica, es una serie televisiva estadounidense que se emitió originalmente en la cadena CBS desde el 28 de septiembre de 1996 al 27 de mayo de 2000. Establecida en la ciudad de Chicago, Illinois, sigue las aventuras de un hombre que misteriosamente recibe cada mañana un periódico del Chicago Sun-Times, el día antes de que sea realmente publicado, y que utiliza este conocimiento para prevenir acontecimientos terribles cada día.
Creado por Ian Abrams, Patrick P. Page, y Vik Rubenfeld, la serie fue protagonizada por el actor Kyle Chandler como Gary Hobson, y contó con la filmación de muchos lugares reales de Chicago durante el transcurso de la serie. A pesar de los esfuerzos de los fanes para salvar el show, fue cancelado en mayo de 2000, y comenzó a transmitirse en sindicación con Fox Family Channel ese mismo mes. Las convenciones de fanes sobre el show se llevaron a cabo durante varios años después de que fuera cancelado, y CBS Home Entertainment lanzó más adelante la primera y segunda temporada en formato DVD para los Estados Unidos en 2008 y 2009.

## Argumento
El espectáculo narra la vida de Gary Hobson, un residente de Chicago, Illinois que misteriosamente recibe el periódico Chicago Sun-Times con un día de antelación, dándole efectivamente conocimiento del futuro potencial. Su periódico es entregado por una entidad misteriosamente desconocida al menos una vez al día, y es acompañado por un gato atigrado naranja, con la primera copia que llega cada mañana a las 6:30 a. m., no importa cuál sea su ubicación física. Armado con el conocimiento del futuro, él entonces intenta prevenir las tragedias descritas en el periódico antes de que ocurran, así cambiando el texto de la historia y los titulares en el periódico para reflejar el resultado de sus acciones. A menudo, Gary no desea ser ensillado con la responsabilidad de realizar estos actos. El periódico le presenta dilemas morales, y debe elegir entre ayudar a diferentes personas que necesitan ayuda.
La primera temporada comienza mostrando a Hobson regresando a casa de su trabajo como corredor de bolsa, sólo para ser expulsado de la casa (y más tarde divorciado) sin razón aparente, por su esposa Marcia. Después de residir en el Hotel Blackstone, Hobson comienza a recibir todas las mañanas una copia del Chicago Sun-Times, acompañada del gato. Lentamente, Hobson se da cuenta de que el contenido del periódico refleja los acontecimientos que tendrán lugar durante ese día y lo comenta con sus excompñeros y amigos Chuck Fishman y Marissa Clark. Después de decidir usar su conocimiento del futuro sólo para hacer el bien (y no principalmente para obtener ganancias), Hobson pronto se consume tratando de evitar tragedias y ayudar a la gente, llevándolo a dejar su trabajo. Durante la temporada, Chuck siempre intenta usar el periódico para ganar dinero, mientras que Gary desarrolla una relación precaria con el detective policial Marion Zeke Crumb. Para el final de la temporada, Gary ha comenzado a descubrir algo del misterio que rodea el periódico, incluyendo la confirmación de que un hombre llamado Lucius Snow recibió el periódico del gato antes que él.
La segunda temporada continúa las aventuras de Hobson con el periódico y sus amigos. El detective Crumb a veces se une a Gary, Chuck y Marissa después de retirarse de la policía. Gary está trabajando a tiempo parcial en McGinty como camarero. A pesar de estar más cerca del periódico, Crumb no quiere saber cómo Gary obtiene sus llamados "presentimientos", y nunca llega a conocer la existencia del periódico. Al final de la segunda temporada, Chuck (Fisher Stevens) deja el reparto como personaje regular, lo que lleva a algunos cambios importantes en la tercera temporada. En el curso de la serie, Gary descubre que algunas otras personas comparten su don de recibir un periódico temprano. Las únicas personas, además de Gary, que conocen su don son sus padres, sus amigos Chuck Fishman (excorredor de bolsa), Marissa Clark (la antigua recepcionista ciega de la correduría), Erica y Henry Paget (una madre soltera a la cual Gary le da un trabajo en McGinty's, y su hijo). Varias veces comienza a contarle a algunas personas, como su abogado, y varios agentes de policía (episodios 407/408, "Fatal Edition"), pero finalmente cambia de opinión. En algunas ocasiones, se le da la capacidad de despertar en otra época (como a principios del siglo XX) para cambiar el pasado. Las personas que se encuentran con Gary a menudo sospechan fuertemente (o saben) que él tiene un secreto, pero no saben lo que es.
Durante el curso de la serie, nunca se indica claramente de dónde viene el periódico. En un episodio, Gary se encuentra con el grupo de personas aparentemente responsable de darle (así como otros) el periódico. Nada se revela mucho sobre ellos, excepto que tienen algún tipo de habilidades sobrenaturales, como ser capaz de aparecer misteriosamente en cualquier lugar.
En la cuarta temporada, en el episodio 20, "Time" (el final de la serie que se no se emitió en el final cronológico), se explica brevemente por qué Gary comenzó a recibir el periódico. Aparentemente, Lucius Snow (el hombre que recibió el Chicago Sun-Times antes de Gary) le dio la responsabilidad, después de que Snow salvó la vida de Gary cuando Gary era un niño. La responsabilidad está representada por una navaja de bolsillo con las iniciales de la próxima persona que recibe el periódico (Lucius le dio a Gary una navaja suiza roja). Las iniciales cambian misteriosamente cada vez que la persona actual decide sobre una nueva persona para recibir la responsabilidad. Al final del mismo episodio, Gary pasa la misma navaja a una niña llamada Lindsey Romick, que acababa de perder a su abuelo, y se supone que Lindsey comenzará a recibir el periódico cuando Gary ya no pueda continuar con sus responsabilidades.

## Producción

### Concepción
El origen de Early Edition se deriva de una idea colaborativa entre los escritores Vik Rubenfeld y Pat Page. Después de reunirse mientras jugaban voleibol en Manhattan Beach, California, el par comenzó a discutir ideas para largometrajes. Mientras hablaban por teléfono un día, cada uno aportó piezas clave para la idea de Early Edition. Rubenfeld creía que la idea era más apropiada para la televisión que para un largometraje, y señaló que "era una manera realmente única de poner a un personaje en peligro físico cada semana". El dúo procedió a escribir un documento que describía a los personajes de la serie Y el establecimiento, y los tratamientos para los primeros doce episodios (un documento conocido como una "Biblia" del espectáculo en la industria de la televisión). En el proceso también crearon un tratamiento detallado para el episodio piloto, que les dio derecho a "Story By" de crédito cuando el piloto más tarde salió al aire.
A pesar de su idea, Rubenfeld y Page todavía se enfrentan a la tarea desalentadora de encontrar una manera de conseguir el programa en la televisión de la red con limitada producción televisiva y experiencia de escritura entre ellos. Rubenfeld decidió presentar el espectáculo a Ian Abrams, a quien conocía a través de un grupo llamado Professional Authors Group Enterprise (o PAGE). Durante el almuerzo en el restaurante de RJ en Los Ángeles, Rubenfeld y Page lanzaron la idea de "un tipo que obtiene el periódico de mañana hoy". Con la ayuda de Abrams, decidieron tratar de convencer a Tristar para recoger el show, Fue añadiendo algunas reglas básicas para la historia, como tener el papel siempre acompañado por un gato misterioso. En un esfuerzo por despertar el interés de Tristar en el programa durante su reunión de lanzamiento programada para el 24 de agosto de 1995, Abrams tuvo un periódico falsificado creado con el titular: "Dejemos que acabe. O. J. Simpson confiesa que es culpable de homicidio". La captura del periódico falsificado fue que estaba fechada el día siguiente, 25 de agosto de 1995. Después de presentar el falso periódico durante la reunión de tono, una conversación muy animada siguió, hasta que alguien se dio cuenta de que el periódico estaba fechado al día siguiente. Early Edition recibió luz verde poco después.
Desde su debut, la trama de Early Edition se ha comparado con otras propiedades intelectuales con temas similares. En particular, el largometraje de 1944 Happened Tomorrow se centró en un periodista que recibió un periódico un día antes. Sin embargo, los creadores de Early Edition dicen que la serie no se basa en esta película. Irónicamente, en Polonia el espectáculo se tituló, Sucedió mañana.

### Lugares de rodaje
La serie fue filmada enteramente en Chicago, con los sistemas interiores filmados en la etapa temprana de la edición en la ciudad del estudio en Cicero, Illinois. Muchos lugares famosos de Chicago se ven a lo largo de la serie, como Navy Pier en el episodio de la temporada tres "Play it Again, Sammo". El edificio utilizado para las tomas exteriores de la barra de McGinty, es una ubicación de importancia central para la serie, fue utilizado anteriormente por el Departamento de Bomberos de Chicago, y se encuentra en la esquina noreste de la intersección de Franklin Street y West Illinois Street en el centro de Chicago. Además, Hobson vivió en el hotel de Blackstone durante la primera temporada de la serie.

### Música
En los créditos iniciales de cada episodio, se da el crédito por componer la música temática de la serie se da a W. Snuffy Walden, quien más tarde escribió la canción del tema a otro programa de televisión de éxito protagonizado por Kyle Chandler llamado Friday Nights Lights. Durante la transmisión original de la serie en Estados Unidos, una versión editada de la canción "Time Has Come Today" de The Chambers Brothers fue usada durante una renovada secuencia de títulos desde el episodio 403 hasta la conclusión de la serie.

## Personajes

### Personajes principales
- Kyle Chandler como Gary Hobson.
- Shanésia Davis-Williams como Marissa Clark.
- Fisher Stevens como Chuck Fishman (temporadas 1-2, 3-4 estrella invitada).
- Panther, Pella, y Carl como el gato.
- Kristy Swanson como Erica Paget (temporada 3).
- Myles Jeffrey como Henry Paget (temporada 3).
- Billie Worley como Patrick Quinn (temporadas 3-4).

### Personajes recurrentes
- Ron Dean como el detective Marion Zeke Crumb.
- William Devane como Bernie Hobson.
- Tess Harper como Lois Hobson.
- Constance Marie como Detective Toni Brigatti.
- Luis Antonio Ramos como Miguel Díaz.
- Michael Whaley como el detective Paul Armstrong.
- Fyvush Finkel como Phil Kazakian.

### Personajes secundarios
Chuck fue un personaje de contraste para Gary, siendo realista, algo cínico y sabio, en contraste con el creciente idealismo de Gary. En los episodios tempranos, Chuck busca tomar ventaja del conocimiento anticipado proporcionado por el periódico en forma de ganancias económicas (por ejemplo, las apuestas deportivas y el comercio de información privilegiada del mercado de valores). Con el tiempo, sin embargo, comienza a asumir un papel en ayudar y respaldar a Gary como un solucionador de problemas.
Marissa era a menudo la voz de la conciencia razonable, equilibrando el idealismo sincero de Gary contra el realismo escéptico de Chuck. Chuck también ponía la voz de la narración en las escenas de apertura y cierre de los episodios de la primera temporada, pero este papel disminuiría durante la segunda temporada, a excepción de algunos episodios. Una línea estándar se utilizó durante los créditos de apertura, y una narración de cierre, se mantuvo en algunos episodios, pero a medida que avanzaba la temporada no había narración para las escenas de apertura o cierre, y en los episodios "Walk Don't Run" y "Deadline", la columnista de ficción del Chicago Sun-Times, Molly Greene, hace la narración final como parte de su columna.
La salida de Fisher Stevens de la serie después de dos temporadas cambió la dinámica del mismo. Su narración de voz en off fue cambiado al principio por Gary y luego por Marissa en la tercera temporada. Finalmente se quitó ese recurso, el tema musical fue cambiado, y allí comenzó una sucesión de personajes de contraste para Gary, incluyendo Patrick Quinn (Billie Worley) y Erica Paget (Kristy Swanson). Esta última tenía una subtrama romántica con Gary. Fisher Stevens hizo varias apariciones en el programa después de salir, y varios de los personajes permanecieron (como un detective duro llamado Crumb, y el Patrick, camarero de Gary).

### Estrellas invitadas
La serie también contó con numerosas estrellas invitadas de la televisión, largometrajes y otras industrias del entretenimiento.
Los actores notables de la TV que han aparecido incluyen a Felicity Huffman, Ken Jenkins, Leslie Hope, Juan Spencer, Fyvush Finkel, Laura Leighton, Jane Krakowski, George Takei, Cynthia Nixon, Robert Picardo, Robert Duncan McNeil, Pauley Perrette, Michael Shannon, Peri Gilpin y  Walter Emanuel Jones.
El ganador del Óscar Louis Gossett tuvo un papel importante en un episodio de la temporada dos, "The Medal".
El exeditor de Chicago Sun-Times, David Radler, apareció varias veces como el editor del Sun-Times, mientras que el crítico de cine Roger Ebert hizo un cameo como él mismo. Otros cameos incluyen Tara Lipinski, Coolio, Tone Loc, Dick Butkus, Pat O'Brien, Martina McBride y Ashley Pates en el flashback como el joven Gary Hobson.
En una ocasión se realizó un crossover con Chicago Hope con Héctor Elizondo, Jayne Brook y Rocky Carroll interpretando a sus respectivos personajes de su serie. También, durante la tercera temporada, CBS utilizó un episodio de Early Edition como vehículo promocional para la serie de televisión Martial Law de la cadena, protagonizada por Sammo Hung, experto en artes marciales. En la cuarta y última temporada, los luchadores profesionales Tommy Dreamer y New Jack protagonizaron el episodio "Mel Schwartz" y "Bounty Hunter". Un episodio de la temporada dos terminó con un clip de color de Rod Serling informando a los espectadores que acababan de ver un cuento de The Twilight Zone.

## Historial de transmisión
La serie se estrenó en los Estados Unidos en CBS el 28 de septiembre de 1996. Un total de 90 episodios se produjeron durante las cuatro temporadas del programa, con el último episodio original que se emitió en Estados Unidos el 27 de mayo de 2000. Su transmisión original eran los sábados por la noche a las 9pm, hora estándar del este, emparedado entre los airings de Dr. Quinn, Medicine Woman y de Walker, Ranger de Texas. Cuando Dr. Quinn terminó en mayo de 1998, Early Edition comenzó a emitirse una hora antes a las 8 p. m. durante el resto de la emisión del programa. En enero y febrero de 2000, Early Edition entró en un hiato temporalmente al emitirse el concurso de Dick Clark Winning Lines en su misma franja horaria.

### Clasificación
| Temporada | Año       | Red | Espectadores (en millones) | Puesto |
| --------- | --------- | --- | -------------------------- | ------ |
| 1         | 1996–1997 | CBS | 9,0 millones               | 49     |
| 2         | 1997–1998 | CBS | 11,9 millones              | 48     |
| 3         | 1998–1999 | CBS | 10,2 millones              | 69     |
| 4         | 1999–2000 | CBS | 8,8 millones               | 74     |

### Cancelación
Después del 27 de mayo de 2000 (al final de la temporada 4), CBS decidió poner fin a la carrera de la serie. A pesar de los esfuerzos de los seguidores para salvar el programa, y una encuesta de hecha por USA Today mostrando que los encuestados estaban a favor por un margen de dos a uno para mantener el programa "familiar" en el aire, CBS no renovó el programa por quinta temporada. Los aficionados de Early Edition siguieron mostrando su apoyo, llegando incluso a organizar tres convenciones de fan en el centro de Chicago en 2001, 2002 y 2004.

### Emisión en los EE. UU.
La Fox Family Channel fue la primera entidad en adquirir derechos de transmisión de Early Edition, a un precio de 500.000 dólares por episodio, y el programa comenzó a transmitirse en Fox Family en mayo de 2000. La serie debutó en transmisión más amplia en septiembre de 2000, y fue vista más recientemente en ION Television, donde se emitió por última vez en enero de 2007. FamilyNet actualmente transmite el programa todas las noches a las 9:8 p. m. Early Edition también se emitió en GMC. De mayo de 2012 a 2013, TVGN transmitió la serie.

### Emisión internacional
En España el programa se emitió primero en Canal + y, posteriormente, en Calle 13 y Sony Entertainment Television (SET en VEO). Se ha transmitido de lunes a jueves de agosto hasta finales de noviembre de 2007.
En Polonia, Early Edition se emitió varias veces en los canales de TVP bajo el título Zdarzyło się jutro (Sudeció mañana). En Estonia, Early Edition es transmitido por TV 3, con el título traducido a Noticias de mañana.
Fuera de los Estados Unidos, la serie ha sido transmitida por las siguientes estaciones con los siguientes nombres:
| País              | Título                              | Traducción                        | Canal                                  |
| ----------------- | ----------------------------------- | --------------------------------- | -------------------------------------- |
| Argentina         | Early Edition                       |                                   | Sony Entertainment Television          |
| Bélgica           | Demain à la une                     | Titulares de mañana               | La Une                                 |
| Bélgica           | Early Edition                       |                                   | Eén                                    |
| Brasil            | Edição de Amanhã                    | Edición de mañana                 | Rede Record                            |
| Bolivia           | El diario del destino               | Early Edition                     | ATB(1999) PAT(agosto de 2016-presente) |
| Bulgaria          | Утрешен вестник (Utreshen Vestnik)  | El periódico de mañana            | NTV                                    |
| Canadá            | Early Edition                       |                                   | Global Television Network              |
| Canadá (Quebec)   | Demain à la une                     | Titulares de mañana               | Séries+                                |
| China Continental | 明日新闻                            | Noticias de mañana                | CCTV-8                                 |
| Colombia          | Primera Edición                     |                                   | Caracol TV                             |
| República Checa   | Předčasné vydání                    | Edición temprana                  |                                        |
| Dinamarca         | Mig og Fremtiden                    | Yo y el futuro                    | TV3, TV3+                              |
| Estonia           | Homsed uudised                      | Las noticias de mañana            | TV3                                    |
| Finlandia         | Aikavaras                           | El ladrón de tiempo               | Nelonen                                |
| Francia           | Demain à la une                     | Titulares de mañana               | M6, NT1, Numéro 23                     |
| Alemania          | Allein gegen die Zukunft            | Solo contra el futuro             | ProSieben                              |
| Grecia            | Τυχερή Έκδοση (Tiheri Ekdosi)       | Edición afortunada                | Mega Channel                           |
| Hong Kong         | Early Edition                       |                                   | Hallmark Channel                       |
| Hungría           | A kiválasztott – Az amerikai látnok | El elegido - El profeta americano | TV2, AXN                               |
| Islandia          | Fyrstur með fréttirnar              | Primero con las noticias          | Stöð 2 (Iceland)                       |
| Irán              | در برابر آینده                      | Contra el futuro                  | Channel 2 (Irán) / IRIB Namayesh       |
| India             | Early Edition                       |                                   | Hallmark Channel                       |
| Indonesia         | Early Edition                       |                                   | RCTI, ANTV, B-Channel                  |
| Irlanda           | Early Edition                       |                                   | sky 1                                  |
| Israel            | מהדורה מוקדמת                       | Edición temprana                  | Channel 1 (Israel)                     |
| Italia            | Ultime dal Cielo                    | Noticias del cielo                | Rete 4, Canale 5                       |
| México            | El diario del Destino               |                                   | Canal 5                                |
| Nueva Zelanda     | Early Edition                       |                                   | TV2 (primera emisión)                  |
| Nueva Zelanda     | Early Edition                       | ChoiceTV (segunda emisión)        |                                        |
| Países Bajos      | Early Edition                       |                                   | NET 5                                  |
| Noruega           | Morgenutgaven                       | Edición de la mañana              | TV3                                    |
| Filipinas         | Early Edition                       |                                   | Studio 23                              |
| Polonia           | Zdarzyło się jutro                  | Sucedió mañana                    | AXN                                    |
| Portugal          | Edição Especial                     | Edición especial                  | TVI                                    |
| Rumanía           | Viitorul începe azi                 | El futuro empieza hoy             | Antena1, AXN                           |
| Singapur          | Early Edition                       |                                   | AXN                                    |
| Eslovaquia        | Zajtrajšie noviny                   | El periódico de mañana            | TV Markíza                             |
| Eslovenia         | Prva izdaja                         | Primera edición                   | AXN                                    |
| Sudáfrica         | Edición temprana                    |                                   | SABC3                                  |
| España            | Edición anterior                    |                                   | Sony Entertainment Television          |
| Suecia            | Morgondagens hjälte                 | El héroe de mañana                |                                        |
| Rusia             | Завтра наступит сегодня             | Mañana llega hoy                  | Hallmark Channel                       |
| Taiwán            | 未卜先知                            | Prever                            | China Television                       |
| Turquía           | Erken Baski                         | Edición temprana                  | Kanal D                                |
| Reino Unido       | Early Edition                       |                                   | ITV                                    |
| Venezuela         | El diario del destino               |                                   | Televen                                |
| Vietnam           | Bản tin sớm                         | Edición temprana                  | VTV1                                   |